# Білоконь Микола Іович
Микола́ Іо́вич Білоко́нь, рос. Никола́й Ио́вич Белоко́нь, (22 травня 1899 — 1970) — видатний радянський вчений у галузі термодинаміки, теплотехніки, енергетики залізничного транспорту та транспорту нафти і газу. Доктор технічних наук (1938), професор (1937), генерал-директор тяги 3 рангу (1949), заслужений діяч науки і техніки РРФСР (1958).

## Біографія
Микола Іович Білоконь народився 22 травня 1899 року в станиці Велика Джалга Ставропольського краю у сім'ї кубанського козака. Після закінчення сільської школи і вчительської семінарії поступив в Донський педагогічний інститут у 1916 році. В 1917 році Білоконь був мобілізований на фронт. Він брав участь у Першій світовій війні, де отримав тяжке поранення, а потім у Громадянській війні. Після демобілізації працював токарем, шеф-монтером і продовжував навчання в педагогічному інституті. У 1920 році був направлений на навчання в Московський механічний інститут ім. М. В. Ломоносова., який закінчив у 1925 році за фахом інженер-механік. Після закінчення інституту працював на керівних посадах механічного заводу, потім завідував енергетичним господарством об'єднання заводів «Клейтук», з 1928 по 1964 р. працював в Всеросійському науково-дослідному інституті залізничного транспорту..
М. І. Білоконь автор і співавтор понад 100 опублікованих наукових робіт, значна частина яких має пріоритетний характер у вітчизняній і зарубіжній науці. Одним з найголовніших напрямків наукової діяльності професора М. І. Білоконь є його роботи з термодинаміки — теоретичній основі роботи усіх видів теплових двигунів. У 1954 р. вийшла у світ його монографія «Термодинамика», а в 1968 р. — курс лекцій. «Основные принципы термодинамики». Їм були переглянуті методи побудови основних принципів термодинаміки, дано незалежне обґрунтування принципу існування ентропії на основі постулату Білоконя. Він уперше у світі ввів в розрахункові схеми теплопередачі індекс протиточності, який є основною характеристикою схеми теплообміну при змінних температурах, а також вніс великий внесок у розвиток теорії теплообміну між потоками газу і навколишнім середовищем в умовах трубопровідного транспорту природних газів. Останні роки свого життя М. І. Білоконь присвятив аналізу роботи газотурбінних установок на трубопроводах. Він був першим з радянських вчених, який побачив перспективу основного застосування газотурбінних установок (після авіації) в транспортуванні газу по магістральних газопроводах. Одночасно він займався дослідженнями з проблеми трубопровідного транспорту скрапленого та охолодженого газів і тепловим режимам трубопроводів великого діаметра.
За великий внесок в науку, виробництво і підготовку наукових і інженерних кадрів Н. І. Білоконь був нагороджений орденом Леніна (1954), двома орденами Трудового Червоного Прапора (1931, 1952 рр.) і медалями. В 1941 році йому було присвоєно звання генерала тяги Міністерства шляхів сполучення, а в 1958 р. — Заслуженого діяча науки і техніки РРФСР.

За низкою важливих подій, сухих цифр і дат слід зупинитися на особистості Миколи Іовича — чудової людини, улюбленого викладача і друга студентів. Його лекції ніхто не прогулював, а коли він читав лекції на вільну тему: від дружби і любові до космосу і позаземних цивілізацій, в актовому залі інституту або в холі студентського гуртожитку яблуку ніде було впасти. Професор Б. П. Поршаков і професор Б. А. Романов в спогадах про свого вчителя — заслуженого діяча науки і техніки РРФСР професора Н. І. Білоконя пишуть:
Микола Іович Білоконь залишив після себе велику наукову спадщину. Однак, головним для нього були учні. Їм він віддавав весь свій час. Будучи висококваліфікованим і талановитим фахівцем, великим ученим і глибоко освіченою людиною, Микола Іович щедро ділився своїми знаннями, досвідом та ідеями, постійно знаходився в оточенні своїх учнів, колег-викладачів і фахівців промисловості. Він регулярно виступав з публічними лекціями про моральне обличчя молодої людини, про методику читання лекцій, про формування світогляду, про стан і розвиток термодинаміки і ін. У своїх виступах перед молоддю він проповідував принципи чесності і порядності, поваги до людей, працьовитості і служіння своєму народові. У його виступах проголошувані принципи завжди супроводжувалися практичними рекомендаціями «як жити», «вчитися і працювати», які ставити перед собою життєві цілі і як їх досягати. Як людина надзвичайно талановита, широкої і відкритої душі Микола Іович залишив глибокий слід у усіх, з ким зустрічався; важко знайти серед його учнів людину, якій він не «подарував» би наукову ідею або розробку. Не слід думати, що робив це Микола Іович без розбору; він володів даром бачити, кому можна «подарувати» ідею, хто вдихне в неї життя і розвине.
Про різнобічність інтересів Білоконя говорить наступний факт. Він розповідав студентам про блакитну мрію його юності — написати роботу «Математичні начала порухів душі». Під цим розумілася ідея зробити психологію точною наукою, тобто поставити її на математичну основу. Коли ж його направили на навчання в технічний ВУЗ, він вважав, що інженери — «дуби», і його мрії не судилося збутися. Однак, незабаром, він зрозумів, як глибоко помилявся, про що свідчить все його подальше творче життя. Багато суджень Миколи Іовича запам'яталися студентам на все життя. Наприклад, на питання, кого можна вважати освіченою, ерудованою людиною, відповідь була такою: «Освічена людина повинна знати у своїй професії все і помалу — про все». На питання, чим відрізняється розумний від дурня, він відповідав, що розумний завжди намагається зміцнювати свою позицію, щоб зуміти протистояти майбутнім знегодам. Дурень — безтурботний — живе тільки сьогоднішнім днем, і усі нещастя звалюються на його голову несподівано. Найогиднішою людською рисою Білоконь вважав чорну заздрість, яка руйнує душу людини, не зважаючи навіть на те, яких висот вона досягла. Наприклад, доктор наук, академік, почуває себе скривдженим і глибоко нещасним від того, що йому не вдалося стати членом Лондонського королівського товариства. Сам же Білоконь закликав не зневірятися у важких ситуаціях, не падати духом і задовольнятися вже досягнутим, пам'ятаючи мудрий вислів українських чумаків: «Могло бути гірше». У своїх роздумах про можливість контактів з позаземними цивілізаціями він виявляв стриманий скептицизм. (У ті часи ще не були відкриті планетні системи, подібні Сонячної). Не заперечуючи можливість існування позаземного розуму, Микола Іович сумнівався в здійсненності контакту з ним і не виключав того, що наша земна цивілізація може виявитися єдиною на весь Всесвіт. Тому він вважав, що людство повинно об'єднатися, щоб зберегти це унікальне творіння природи і не дати йому загинути.
Світла пам'ять про Миколу Іовича Білоконь зберігається не тільки у його рідних і в стінах університету, а й серед усіх, кому довелося спілкуватися з цією чудовою людиною, вченим і вчителем.
М. І. Білоконь помер у 1970 році. Похований в Москві на Новодівочому кладовищі (Нова територія, Колумбарій, 133 секція).

## Наукова діяльність
Вніс великий внесок у розвиток теоретичної бази термодинаміки: узагальнив математичний вираз першого начала термодинаміки для оборотних і необоротних процесів, дав незалежне (від принципу незворотності) обґрунтування принципу існування ентропії на базі нового постулату Білоконя. Вперше ввів в розрахункові схеми теплопередачі «індекс протиточности».
Н. І. Білоконь стояв у витоків школи «Енергетика трубопровідного транспорту природних газів». Він був першим з наших учених, «хто побачив і зрозумів, що основною сферою застосування газотурбінних установок в промисловості (після авіації) є трубопровідний транспорт газу по магістральних трубопроводах».
Входив до складу Вченої ради Московського нафтового інституту ім. І. М. Губкіна, спеціалізованої ради з присудження наукових ступенів у галузі газонафтопромислових і нафтотранспортних спеціальностей, Вченої ради Всесоюзного НДІ залізничного транспорту. Керував студентським науково-технічним гуртком термодинаміки і теплотехніки.
Автор та співавтор понад 100 опублікованих наукових робіт, у тому числі: «Рабочий процесс паровой машини» (1935); «Рабочий процес поверхности нагрева» (1935); «Теплопередача при переменных температурах» (1940); «Аналитические основы теплового расчёта трубчатых печей» (1941).

## Вибрані праці
Джерело (рос.) — электронные каталоги РНБ [Архівовано 22 січня 2010 у Wayback Machine.]
- Белоконь Н. И. Газотурбинные установки на компрессорных станциях магистральных газопроводов. — М.: Недра, 1969. — 109 с.
- Белоконь Н. И. Газотурбинный привод центробежных нагнетателей на компрессорных станциях магистральных газопроводов: Учеб.-метод. пособие по курсу «Тепловые двигатели» для специальностей 0207 — «Проектирование и эксплуатация газонефтепроводов, газохранилищ и нефтебаз», 0508 — «Машины и оборудование нефт. и газовых промыслов» / М-во высш. и сред. спец. образования СССР. Моск. … ин-т нефтехим. и газовой пром-сти им. И. М. Губкина. — М.: Б. и., 1968. — 64 с.
- Белоконь Н. И. Испытание форсунок на пароходе «Гражданин». — М. : Транспечать НКПС, 1930. — 76 с. — (2-й сборник Института судостроения и судоремонта / Центр. науч.-иссл. упр. Нар. ком. пут. сообщ. ; Вып. 116)
- Белоконь Н. И. Основные принципы термодинамики. — М.: Недра, 1968. — 111 с.
- Белоконь Н. И. Термодинамика. — М.; Л.: Госэнергоиздат, 1954. — 416 с.
- Белоконь Н. И. Термодинамические процессы газотурбинных двигателей. — М.: Недра, 1969. — 127 с.
- Белоконь Н. И. , Ходанович И. Е. , Кривошеин Б. Л. Термодинамические процессы при эксплуатации магистральных газопроводов / 11-й Междунар. газовый конгресс. — Москва: Б. и., 1970. — 11 с.

## Нагороди
- Орден Леніна
- Два ордена Трудового Червоного Прапора
- Медалі
- Заслужений діяч науки і техніки РРФСР (1958).

## Пам'ять
Ім'я Н. І. Білоконя присвоєно стипендії студентам РГУ нефти и газа им. И. М. Губкина.